# Stelletta tethyopsis
Stelletta tethyopsis är en svampdjursart som beskrevs av Carter 1880. Stelletta tethyopsis ingår i släktet Stelletta och familjen Ancorinidae.
Artens utbredningsområde är Sri Lanka. Inga underarter finns listade i Catalogue of Life.